# ميك مولفاني
ميك مولفاني (بالإنجليزية: Mick Mulvaney )‏ (و. 1967  م) هو سياسي، ومحامي، ومطور عقاري، واقتصادي أمريكي، ولد في الإسكندرية، فيرجينيا، وهو عضو في الحزب الجمهوري.

## مناصب
تولى منصب رئيس موظفي البيت الأبيض (منذ 2 يناير 2019 - حتى 5 مارس 2020)
- مدير مكتب الإدارة والميزانية (منذ 16 فبراير 2017)[2]
- عضو مجلس النواب الأمريكي (3 يناير 2017–16 فبراير 2017)[2]
- عضو مجلس النواب الأمريكي (6 يناير 2015–3 يناير 2017)[2]
- عضو مجلس النواب الأمريكي (3 يناير 2013–3 يناير 2015)[2]
- عضو مجلس النواب الأمريكي (5 يناير 2011–3 يناير 2013)[2]
- عضو مجلس النواب الأمريكي (3 يناير 2011–16 فبراير 2017)
- عضو مجلس ولاية كارولاينا الجنوبية (3 يناير 2009–3 يناير 2011)
- عضو مجلس نواب كارولاينا الجنوبية (2007–2009)[2]

.

## التعليم
تعلم في جامعة ولاية كارولينا الشمالية في تشابل هيل، وتحصل منها على دكتوراه في القانون (حتى 1992)، وتعلم في جامعة جورجتاون، وتحصل منها على بكالوريوس العلوم (حتى 1989)، وتعلم في مدرسة شارلوت الكاثوليكية الثانوية ‏ (حتى 1985)، وتعلم في كلية إدموند وولش للعلاقات الخارجية
.